# Pomorce
Pomorce (deutsch Pommerscher Hof, auch Schabernack) ist ein Wohnplatz bei Międzyrzecze (Meseritz) in der Woiwodschaft Westpommern in Polen.

## Geographische Lage
Der aus einem Einzelhof bestehende Wohnplatz liegt in Hinterpommern etwa 35 Kilometer südlich von Kołobrzeg (Kolberg), nördlich eines von Międzyrzecze (Meseritz) im Westen nach Słowieńsko (Schlenzig) im Osten führenden Wegs. 

## Geschichte
Der Pommersche Hof war seit dem 18. Jahrhundert am südwestlichen Rand der Gemarkung von Petershagen nachweisbar. Gleich südlich und westlich des Hofes verlief bis 1815 die Grenze Pommerns zur Neumark. Als 1815 dieser Teil der Neumark in die Provinz Pommern umgegliedert wurde, blieb die Grenze die Kreisgrenze des Kreises Kolberg-Körlin zum Kreis Schivelbein (1932–1945 Landkreis Belgard (Persante)). Diese Grenzlage, bis 1815 gerade noch innerhalb Pommerns, das benachbarte Meseritz lag bereits jenseits der Grenze, hat dem Hof den Namen „Pommerscher Hof“ gegeben. Daneben war auch die Bezeichnung „Schabernack“ gebräuchlich, die in das amtliche Kartenwerk mit aufgenommen wurde.  
Der Pommersche Hof gehörte bis 1945 als Teil der Gemeinde Petershagen zum Kreis Kolberg-Körlin der Provinz Pommern. Letzter deutscher Besitzer war Arnold Thurow. 
Nach dem Zweiten Weltkrieg kam der Hof, wie ganz Hinterpommern, an Polen. Er erhielt den polnischen Namen Pomorce.  

## Entwicklung der Einwohnerzahlen
- 1864: 10[1]
- 1871: 11[1]
- 1885: 07[1]
- 1895: 04[1]
- 1905: 05[1]

## Verwaltungsstruktur
Pomorce liegt in der Gmina Sławoborze (Landgemeinde Stolzenberg) im Powiat Świdwiński (Schivelbeiner Kreis) der Woiwodschaft Westpommern. 